# Rokytka
Rokytka är ett vattendrag i Tjeckien.   Det rinner genom regionen Mellersta Böhmen och därefter staden Prag, i den centrala delen av landet.